# التبصرة (كتاب)
 التبصرة هو كتاب في الوعظ، ألفه الحافظ ابن الجوزي (508-597)، يعتبر الكتاب من أجمع ما ترك ابن الجوزي في علم الوعظ الذي اشتهر به وغلب عليه، إذ كان صاحب مؤلفات كثيرة في الوعظ والإرشاد وترقيق القلوب، وقد قسم ابن الجوزي كتابه هذا إلى تسع طبقات تجمع أبوابا كثيرة من جوانب العقيدة والتشريع والأخلاق والقصص والسير.

## أجزاء الكتاب

### الجزء الأول
- الطبقة الأولى.

### الجزء الثاني
الطبقة الثانية : فيها مجالس تشمل على فضائل أيام السنة ولياليها المذكورات في أحد عشر مجلساً:
1. المجلس الأول في ذكر عاشوراء والمحرم.
2. المجلس الثاني في ذكر رجب.
3. المجلس الثالث في ذكر المعارج.
4. المجلس الربع في ذكر فضائل شعبان.
5. المجلس الخامس في ذكر ليلة النصف من شعبان.
6. المجلس السادس لاستفتاح شهر رمضان.
7. المجلس السابع لانتصاف شهر رمضان.
8. المجلس الثامن في ذكر العشر وليلة القدر.
9. المجلس التاسع في ذكر عيد الفطر.
10. المجلس العاشر في عشر ذي الحجة.
11. المجلس الحادي عشر في ذكر يوم عرفة.

الطبقة الثالثة : تشمل على ذكر خلق ابن آدم والأرض والسموات فيها ثلاثة مجالس:
1. المجلس الأول يذكر فيه خلق ابن آدم.
2. المجلس الثاني في ذكر السموات وما فيهن.
3. المجلس الثالث في ذكر الأرض وعجائبها.

الطبقة الرابعة : تشمل على فضائل العلم والمعاملات فيها ثمانية وعشرون مجلساً:
1. المجلس الأول في فضائل العلم والعمل.
2. المجلس الثاني في ذكر الطهارة.
3. المجلس الثالث في ذكر الصلاة.
4. المجلس الربع في ذكر الزكاة.
5. المجلس الخامس في ذكر الصيام.
6. المجلس السادس في ذكر الحج.
7. المجلس السابع من الأخوة والصداقة.
8. المجلس الثامن في ذكر العزلة.
9. المجلس التاسع في ذكر الأمر بالمعروف.

### الجزء الثالث
الطبقة الرابعة : تشمل على فضائل العلم والمعاملات فيها ثمانية وعشرون مجلساً:
من المجلس العاشر حتى المجلس الثامن والعشرين.